# Mari Cruz Díaz
Mari Cruz Díaz (Barcelona, España, 24 de octubre de 1969) es una atleta española retirada especializada en la prueba de 10 km marcha, en la que consiguió ser campeona europea en 1986.

## Carrera deportiva
En 1985 ganó la medalla de oro en el Cameponato Europeo Júnior de Atletismo en los 5000 m marcha, ex aequo con su compañera Reyes Sobrino, con quien entró en la meta cogida de la mano.
En el Campeonato Europeo de Atletismo de 1986 ganó la medalla de oro en los 10 km marcha, con un tiempo de 46:09 segundos, llegando a meta por delante de las atletas suecas Ann Jansson (plata con 46:13 s) y Siv Ibáñez (bronce con 46:19 segundos). Se convirtió así en la primera mujer española que ganaba una medalla en unos Campeonatos de Europa de Atletismo y, a la edad de 16 años, 10 meses y 2 días, en la más joven de todos los tiempos.
En el Campeonato Mundial Junior de 1988 celebrado en la ciudad canadiense de Sudbury ganó el oro en los 5 km marcha, con un tiempo de 21:51.31 segundos, por delante de la española Olga Sánchez y la italiana Maria Grazia Orsani.
Participó en los Juegos Olímpicos de Barcelona 1992, alcanzando la 10ª posición en la prueba de 10 km marcha.